# Vincent Arnaud
Pour les articles homonymes, voir Arnaud.
Vincent Arnaud, né le 2 avril 1992, est un coureur cycliste français. Au cours de sa carrière, il participe à des compétitions sur route et en VTT.

## Biographie
Vincent Arnaud commence le cyclisme à l'âge de quinze ans, après avoir pratiqué le football pendant dix ans. Il se spécialise rapidement dans le VTT.
En 2012, il devient champion de France de cross-country marathon dans la catégorie espoirs (moins de 23 ans). Grâce à ses performances, il est sélectionné à plusieurs reprises en équipe nationale pour les championnats du monde. Il obtient également un diplôme d'ingénieur, puis commence à travailler en CDI à l'entreprise Krohne, située à Romans-sur-Isère. Il continue toutefois la compétition.
En juillet 2016, il s'impose pour la seconde année consécutive sur la MB Race, organisée dans les portes du Mont-Blanc. Cette épreuve est réputée comme l'une des courses de VTT les plus difficiles au monde,. Peu de temps après, il intègre le club Bourg-en-Bresse Ain Cyclisme pour participer à davantage de courses sur route. Il réalise ainsi une bonne saison 2017 chez les amateurs, avec deux victoires en première catégorie et diverses places d'honneur. Ses résultats l'incitent à délaisser temporairement le VTT en 2018 pour se consacrer au cyclisme sur route.
En 2022 et 2023, il se consacre aux cyclosportives. Il remporte de nombreuses cyclosportives de moyenne montagnes comme l'Heraultaise, la Valence Vercors, la Dromoise ou encore les boucles du Verdon. En 2023, il améliore le record de L'Ardéchoise de plus de 8' sur l'ancien record.

## Palmarès sur route
- 2017
  - Transversale des As de l'Ain
  - Grand Prix de Longes
  - 3e du Circuit des Communes de la Vallée du Bédat
- 2018
  - 2e de la Transversale des As de l'Ain

## Palmarès en VTT

### Championnats nationaux
- 2012
  -  Champion de France de cross-country marathon espoirs
- 2021
  - 3e du championnat de France de cross-country marathon